# 850'erne f.Kr.
Århundreder: 10. århundrede f.Kr. – 9. århundrede f.Kr. – 8. århundrede f.Kr.
Årtier: 900'erne f.Kr. 890'erne f.Kr. 880'erne f.Kr. 870'erne f.Kr. 860'erne f.Kr. – 850'erne f.Kr. – 840'erne f.Kr. 830'erne f.Kr. 820'erne f.Kr. 810'erne f.Kr. 800'erne f.Kr.
År: 859 f.Kr. 858 f.Kr. 857 f.Kr. 856 f.Kr. 855 f.Kr. 854 f.Kr. 853 f.Kr. 852 f.Kr. 851 f.Kr. 850 f.Kr.

## Begivenheder
- 859 f.Kr. – Shalmaneser III af Assyrien angriber Syrien og Palæstina
- 858 f.Kr. – Aramu bliver konge af Urartu
- 854 f.Kr. – Shalmaneser III bekæmper en Syrisk koalition (inklusiv kongen af Israel og Kongen af Aram Damaskus) i slaget ved Qaqar
- 850 f.Kr. – Homer skriver Iliaden og Odysseen
- Nazireerne og Rechabiterne starter en tidlig Afholdsbevægelse